# Rino
rino（りの、9月19日 - ）は、日本の女性シンガーソングライター、作詞家、作曲家。愛媛県出身。音楽ユニット「CooRie」のボーカル。乙女座。所属レコード会社はLantis。事務所は「Peak A Soul+」に所属していたが2023年3月31日に退所した。作詞家としては「うらん」の名義も用いている。

## 概要・人物
rino名義と、自身の所属しているユニットCooRie名義（長田直之脱退後、ソロプロジェクトとして活動）を併用していたが、2007年以降に発表された曲はほとんどCooRie名義である。ただし、楽曲提供の際にはrino名義を多用している。他にもMEGUMI名義で「君が望む永遠」（後にCooRieのカバーアルバム『木漏れ日カレンダー』に収録）という曲も作られている。プリンスという猫を飼っている。yozuca*や栗林みな実と仲が良い。
2002年よりyozuca*とのユニットyozurino*としても活動。
2018年より、橋本みゆき（Miyuki）・美郷あき（Aki）・rino・yozuca*の4名からなるユニット「M.A.R.Y. 4 TUNES」としても活動。
2024年2月25日、CooRie・rinoとしてのデビュー20周年ライブのタイミングで、作詞家「うらん」として活動してきたことを公表し、SNS上でも明らかにした。
「うらん」としての活動はCooRie・rinoとしての活動よりも前であり、1999年にはKAORU（大久保薫）とURAN（うらん）の男女二人組R&Bユニット「SISTA」としてマキシシングル「Mellow」を発表、2000年には「うらん」名義で作詞家デビューしている。

## シングル
|     | 発売日         | 作品名                              |
| --- | -------------- | ----------------------------------- |
| 1st | 2003年12月26日 | 僕はここにいる                      |
| 2nd | 2006年06月07日 | ダ・カーポII 〜あさきゆめみし君と〜 |

## コンピレーション参加作品
| 発売日         | 作品名                                                               | 収録曲                                          |
| -------------- | -------------------------------------------------------------------- | ----------------------------------------------- |
| 2002年08月22日 | ダ・カーポ 〜第2ボタンの誓い〜                                       | Dream 〜The ally of〜                           |
| 2002年11月22日 | Songs from D.C. 〜ダ・カーポ〜                                       | こころの笑顔                                    |
| 2003年04月02日 | crystal                                                              | Small Cherry 〜promised bell〜                  |
| 2003年04月02日 | crystal                                                              | White Season                                    |
| 2003年04月02日 | crystal                                                              | Fragment 〜Thought to wish to the starlit sky〜 |
| 2003年04月02日 | crystal                                                              | The first scenery                               |
| 2003年11月27日 | アイコン 〜Icon〜 オリジナルサウンドトラック                         | My Wish                                         |
| 2003年12月26日 | dolce                                                                | 雨のち晴れ                                      |
| 2003年12月26日 | dolce                                                                | 木漏れ日のウインク                              |
| 2003年12月26日 | dolce                                                                | 特別な予感                                      |
| 2003年12月26日 | dolce                                                                | 夢色のため息                                    |
| 2004年04月07日 | D.C.P.S.C.S.1                                                        | Eternal love 〜眩しい季節〜                     |
| 2004年04月10日 | そこに海があって オリジナルサウンドトラック                          | For You                                         |
| 2005年01月13日 | crystal2                                                             | 明日の風                                        |
| 2005年01月13日 | crystal2                                                             | Aries                                           |
| 2005年04月28日 | School Days VOCAL ALBUM                                              | 二人のクリスマス                                |
| 2005年07月21日 | Gift ボーカルミニアルバム                                            | 七色パレット                                    |
| 2005年12月21日 | dolce2                                                               | 夕顔とオレンジ雲                                |
| 2005年12月21日 | dolce2                                                               | 闇に揺れる陽だまり                              |
| 2005年12月21日 | dolce2                                                               | アンダンテ                                      |
| 2005年12月21日 | dolce2                                                               | 胸に散る時の葉                                  |
| 2006年12月21日 | crystal3                                                             | ディアノイア [rino version]                     |
| 2008年06月04日 | D.C.II P.S. 〜ダ・カーポII〜 プラスシチュエーション ボーカルアルバム | ラブソングを君に                                |
| 2009年03月25日 | 空を見上げる少女の瞳に映る世界 Inspired album                        | モンタローのうた                                |
| 2009年08月26日 | D.C.II To You 〜ダ・カーポII〜 トゥーユー ボーカルミニアルバム       | 今を生きて                                      |
| 2009年08月26日 | D.C.II To You 〜ダ・カーポII〜 トゥーユー ボーカルミニアルバム       | 未来へのお守り                                  |
| 2009年12月09日 | ガンダムトリビュート from Lantis                                     | ビギニング                                      |
| 2010年11月24日 | ましろ色シンフォニー オリジナルドラマシリーズ サウンドポートレート   | Faraway                                         |
| 2015年05月13日 | D.C.〜ダ・カーポ〜 スーパーベスト                                    | Dream 〜The ally of〜                           |
| 2015年05月13日 | D.C.〜ダ・カーポ〜 スーパーベスト                                    | Spring has come                                 |
| 2015年05月13日 | D.C.〜ダ・カーポ〜 スーパーベスト                                    | ラブソングを君に                                |
| 2015年05月13日 | D.C.〜ダ・カーポ〜 スーパーベスト                                    | 未来へのお守り                                  |
| 2015年05月13日 | D.C.〜ダ・カーポ〜 スーパーベスト                                    | 今を生きて                                      |

### タイアップ
| 曲名                                            | タイアップ                                                                                          |
| ----------------------------------------------- | --------------------------------------------------------------------------------------------------- |
| Dream 〜The ally of〜                           | パソコンゲーム『D.C. 〜ダ・カーポ〜』エンディングテーマ                                             |
| Dream 〜The ally of〜                           | PlayStation 2ゲーム『D.C.P.S. 〜ダ・カーポ〜 プラスシチュエーション』エンディングテーマ             |
| Dream 〜The ally of〜                           | パソコンゲーム『D.C.P.C. 〜ダ・カーポ〜 プラスコミュニケーション』エンディングテーマ                |
| Dream 〜The ally of〜                           | DVDプレイヤーズゲーム『D.C. 〜ダ・カーポ〜 DVD Players Game』エンディングテーマ                     |
| Dream 〜The ally of〜                           | PlayStation 2ゲーム『D.C. 〜ダ・カーポ〜 the Origin』エンディングテーマ                             |
| Dream 〜The ally of〜                           | PSPゲーム『D.C.I&II P.S.P. 〜ダ・カーポI&II〜 プラスシチュエーション ポータブル』エンディングテーマ |
| こころの笑顔                                    | パソコンゲーム『D.C. 〜ダ・カーポ〜』イメージソング                                                 |
| Small Cherry 〜promised bell〜                  | パソコンゲーム『D.C.P.S. 〜ダ・カーポ〜 プラスシチュエーション』挿入歌                              |
| White Season                                    | パソコンゲーム『D.C. White Season 〜ダ・カーポ ホワイトシーズン〜』オープニングテーマ               |
| Fragment 〜Thought to wish to the starlit sky〜 | パソコンゲーム『水夏』サブエンディングテーマ                                                        |
| The first scenery                               | パソコンゲーム『InfantariaXP』オープニングテーマ                                                    |
| My Wish                                         | パソコンゲーム『アイコン 〜Icon〜』エンディングテーマ                                               |
| 雨のち晴れ                                      | テレビアニメ『D.C. 〜ダ・カーポ〜』挿入歌                                                           |
| 木漏れ日のウインク                              | テレビアニメ『D.C. 〜ダ・カーポ〜』挿入歌                                                           |
| 特別な予感                                      | テレビアニメ『D.C. 〜ダ・カーポ〜』挿入歌                                                           |
| 夢色のため息                                    | テレビアニメ『D.C. 〜ダ・カーポ〜』挿入歌                                                           |
| 僕はここにいる                                  | テレビアニメ『金色のガッシュベル!!』挿入歌                                                          |
| 約束の星                                        | テレビアニメ『金色のガッシュベル!!』挿入歌                                                          |
| Eternal love 〜眩しい季節〜                     | パソコンゲーム『D.C.P.S. 〜ダ・カーポ〜 プラスシチュエーション』挿入歌                              |
| 明日の風                                        | パソコンゲーム『D.C. Summer Vacation 〜ダ・カーポ サマーバケーション〜』挿入歌                      |
| Aries                                           | パソコンゲーム『Aries LoveDream/Aries PureDream』オープニングテーマ                                 |
| 二人のクリスマス                                | パソコンゲーム『School Days』クリスマス・イヴルート・グランドエンディングテーマ                     |
| 七色パレット                                    | パソコンゲーム『Gift 〜ギフト〜』エンディングテーマ                                                 |
| 夕顔とオレンジ雲                                | テレビアニメ『D.C.S.S. 〜ダ・カーポ セカンドシーズン〜』挿入歌                                      |
| 闇に揺れる陽だまり                              | テレビアニメ『D.C.S.S. 〜ダ・カーポ セカンドシーズン〜』挿入歌                                      |
| アンダンテ                                      | テレビアニメ『D.C.S.S. 〜ダ・カーポ セカンドシーズン〜』挿入歌                                      |
| 胸に散る時の葉                                  | テレビアニメ『D.C.S.S. 〜ダ・カーポ セカンドシーズン〜』挿入歌                                      |
| Spring has come                                 | パソコンゲーム『D.C.II 〜ダ・カーポII〜』エンディングテーマ                                         |
| ラブソングを君に                                | PlayStation 2『D.C.II P.S. 〜ダ・カーポII〜 プラスシチュエーション』エンディングテーマ              |

## 楽曲提供
※ 特記の無いものは作詞・作曲を担当。

### 歌手/声優
- 藍井エイル
  - Velvet Tears（作詞）
  - コバルト・スカイ（作詞）
- 石田燿子
  - Magic of the rainbow（作曲）
- カンノユキ
  - 始まりのResolution（作詞）
- スフィア
  - Joyful×Joyful
  - 風をあつめて
  - 手のひらに夢（作詞）
  - Spring is here
  - Planet Freedom
- 田所あずさ
  - Hello My Revolution（作詞）
  - Wonderful Dreamer（作詞）
  - Brilliant Sensation（作詞）
  - Beautiful Wind（作詞）
  - いいことありそう。（作詞・作曲）
  - 愛しさの存在（作詞）
  - ヒカリになって（作詞）
  - セツナレター（作詞）
- ChouCho
  - ハルモニア（作詞・作曲）
  - DreamRiser（作曲）
  - 君へ贈る魔法（作曲）
  - Starting up（作詞・作曲）
- 茅原実里
  - sing for you（作曲）
- 中原麻衣
  - 宿題
  - あなたと言う時間
  - 小さな傘
  - ヒロイン（作曲）
  - ロマンス
  - 雨上がりのフィルム（作詞）
  - あくび
  - ナチュラル
  - 一雫
  - 瞬間ファンタジア
  - GIRLY*GLORY
  - そばにいるよ
  - ふたりぼっち
  - モノクローム
  - エチュード
- 野川さくら
  - マーブル恋譜
  - 君と私と想いの先へ（作詞）
  - 未来Walker（作曲）
  - ミルクティー（作詞）
- 能登麻美子
  - たいせつなこと（作曲）
  - その場所へ（作曲）
- 橋本みゆき
  - 君のとなり（作詞）
  - 夢見るままに恋をして（作詞）
- 飛蘭
  - 君といた日々（作曲）
- 南條愛乃
  - Precious time（作曲）
  - ヒトリとキミと（作詞）
- yozuca*
  - Precious time（作詞）※上記のものとは同名異曲
  - ほんとのきもち（作詞）
- yozurino*
  - Hello Future
  - BELIEVE

### アニメ
- アイドルマスター XENOGLOSSIA
  - 夏空のブローチ
- あそびにいくヨ!
  - 心の窓辺にて
  - 想い出がジャマをする
  - Happy Sunshine
  - スマイル☆ピース
- ガールズ&パンツァー
  - DreamRiser （作曲）
- 神様のメモ帳
  - Another sky（作詞・作曲）
  - 私だけの空（作詞・作曲）
- キディ・ガーランド
  - 太陽と月（作曲）
- 君のいる町
  - Another Letter
  - 君にサプライズ
  - サヨナラのために
- ケータイ少女
  - 恋速ジェット（作詞）
- 咲-Saki-
  - 残酷な願いの中で（作曲）
- 絶対防衛レヴィアタン
  - 始まりのResolution 〜director‘s edit version〜
  - 優しさの雫
  - だって、家族だもん！
  - Delicious Smile
- 宙のまにまに
  - Super Noisy Nova（作曲）
- 大正野球娘。
  - 浪漫ちっくストライク。（作詞）
  - キミとJUMPING
- D.C. 〜ダ・カーポ〜
  - 幸せレシピ
- D.C.S.S. 〜ダ・カーポ セカンドシーズン〜
  - 記憶のゆりかご
  - アンダンテ
  - 胸に散る時の葉
  - ラブベリー（作詞）
  - おとめの心意気（作詞）
  - オレンジワルツ（作詞）
- true tears
  - 透明な羽根で
- 長門有希ちゃんの消失
  - ありがとう、だいすき（作曲）
- ななか6/17
  - 気づいて（作詞）
  - 成敗つかまつりますっ!!（作詞）
- のんのんびより
  - ひだまり笑顔（作詞・作曲・編曲）
  - ほんわかハミング（作詞）
  - のんのん姉妹（作詞）
  - 夏色の風景（作詞）
  - ハッピーパレード（作詞）
  - ピカピカなのん（作詞）
- ひだまりスケッチ
  - 妄想クロッキー（作詞）
  - 美味ロック（作詞）
- Φなる・あぷろーち
  - 君色パレット（作詞）
  - 涙のティアラ（作詞）
- マビノ×スタイル
  - 風のブランコ
- やはり俺の青春ラブコメはまちがっている。
  - Bitter Bitter Sweet（作詞）
  - 僕たち宣言（作詞）
  - ヒマワリGood Days（作詞）
  - Smile Go Round（作詞）
  - 雪解けに咲いた花（作詞）
- らき☆すた
  - 透明リボン（作曲）
  - 世界が消えても愛してる（作曲）
- ラブライブ!
  - なわとび（作曲）
  - 思い出以上になりたくて（作曲）
- ロボットガールズZ
  - 貪欲にHappyGirls☆（作詞）
  - 全力→ミライステージ（作詞）

### ゲーム
- D.C. Four Seasons 〜ダ・カーポ〜 フォーシーズンズ
  - 永遠の願い
- D.C.II Spring Celebration 〜ダ・カーポII〜 スプリング セレブレイション
  - with 〜輝きのフィルム〜
- らぶドル 〜Lovely Idol〜
  - ラブジュエリー（作詞）
- AMNESIA LATER
  - 始まりの記憶（作詞）
  - 永遠の一秒（作詞）
  - 愛がきこえる（作詞）
- AMNESIA CROWD
  - 暁のバタフライ（作詞）
  - 君と愛になる
  - 君と一緒に
- アムネシア for iOS & Android
  - 記憶のシルエット（作詞）
- AMNESIA V Edition
  - Reverberation（作詞）
  - 深愛（しんあい）なる物語（ストーリー）（作詞）
- アガレスト戦記 Mariage
  - 星の海
- 白華の檻 緋色の欠片4 四季の詩
  - 彩の頃（作曲）
- アイドルマスター ミリオンライブ!
  - 「キラメキ進行形」（作詞）
  - 「トキメキの音符になって」（作詞）
  - 「Happy Darling」（作詞）
  - 「Snow White」（作曲）
  - 「微笑み日和」
  - 「Sentimental Venus」（作曲）
  - 「君想いBirthday」（作詞）
  - 「オリジナル声になって」（作詞）
  - 「スマイルいちばん」（作詞）
  - 「夢色トレイン」（作詞）
- 猛獣使いと王子様
  - 煌めきの扉（作詞）
- 忍び、恋うつつ
  - きみと夢みて（作曲）

### ラジオ
- D.C.II 〜ダ・カーポII〜 風見学園放送部
  - Dream on 〜コイセヨオトメ〜（作詞）
- 舞-HiMEラジオ 風華学園放送部
  - Parade

## 出演
- web喫茶よずりの